# Pink Narcissus
Pink Narcissus ist ein etwa einstündiger amerikanischer Spielfilm aus dem Jahre 1971. Er erzählt die  homoerotische Geschichte eines jungen Mannes, der seinem Alltagsleben entflieht, indem er sich narzisstischen Träumereien hingibt, die ihn mal als Matador in einer Arena, mal als Geliebten eines römischen Kaisers und mal im Harem eines Scheichs zeigen.

## Handlung
Der Film hat keine konventionelle Handlung; er zeigt sechs imaginäre Reisen des männlichen Prostituierten Pan an verschiedene Orte seiner Fantasie. Pan findet durch verschiedene, überspitzt-kitschig dargestellte Szenen zu sich selbst und ist dabei immer wieder mit Fragen wie der eigenen Verderbtheit, Unschuld oder Jugend konfrontiert und dies alles im Kontext einer Frage nach der Schuld einer Gesellschaft, die nicht wahrhaben kann, wie verdorben sie eigentlich zu sein scheint.

## Produktionshintergrund
Der Film wurde 1971 von Sherpix-Videos herausgebracht, die den Regisseur James Bidgood auch einige Zeit finanziell unterstützt hatten. Da Sherpix Bidgood aus Zeitgründen die Mitarbeit am endgültigen Filmschnitt verweigerte, wollte der Perfektionist Bidgood den Film nicht unter seinem Namen veröffentlicht wissen. Pink Narcissus trug daher im Abspann das Pseudonym „Anonymus“. Lange Zeit spekulierte man auf Andy Warhol als den Autor des Filmes, erst Mitte der 1990er Jahre bekannte sich dann Bidgood nach Recherchen des Autors Bruce Benderson dazu, den Film gedreht zu haben. Oft wird vermutet, dass der Ledertragende Motorradfahrer im Film, der gegen den Stierkämpfer Kendall antritt, Bidgood selbst ist und er damit einen Cameo-Auftritt hatte.
Der Film Pink Narcissus wurde zwischen 1964 und 1970 in den Privaträumen von Bidgood und einer Loftwohnung gedreht. Es gab kein Drehbuch und viele Einstellungen und Szenen sind mit primitivsten Mitteln und auf einfachste Weise gedreht, die billig und dennoch effektiv war. Für das Filmen nutzte er eine 8-mm-Bolex-Kamera. In dem Film, in dem Bobby Kendall die Hauptrolle als Pan spielte, wurden auch verschiedene Schauspieler aus dem Bereich des Off-Broadways engagiert. Auch spielte der bekannte Dramatiker, Theater-, Fernseh- und Filmschauspieler Charles Ludlam mit, der jedoch nicht namentlich erwähnt wurde und nur kurze Auftritte hatte.

## Stil und Wirkung
Inhaltlich ist der Film eine Sensation, denn er war und ist der einzige Film dieses Filmemachers, der ihn aber innerhalb der Schwulenszene und auch darüber hinaus berühmt machte und in den 1970er-Jahren die Wünsche und Bedürfnisse des schwulen Publikums bediente. Der Film gilt seit seinem Entstehen als Kultfilm der Schwulenszene und ist unter anderem in den USA auf DVD erschienen. 
Der Film ist mit romantischen, stark künstlerischen und vor allem erotischen Bildern ausgestattet. Auch wenn man Kendall bisweilen nackt sieht, ist der Film zumindest aus heutiger Sicht weder obszön noch pornografisch, was damals jedoch anders gesehen wurde. Es war der Versuch, schwule Träume und Phantasien in Bilder zu fassen, was eine eigene, romantisch, verträumte Sichtweise aufzeigt, die von der Unschuld bis zur Zerstörung alles Menschliche umfasst und eine Huldigung an die Schönheit des männlichen Körpers darstellt. Pink Narcissus erschien 1971 bei Sherpix Videos. Der 71-minütige Film ist auch auf DVD erschienen.
Mit primitiven Mitteln (ein Teil ist auf 8-mm-Film gedreht) erzeugte Bidgood farbenfrohe, poetische Bilder, die mit ihrer schwulen Ästhetik die Arbeit von Künstlern wie Pierre et Gilles beeinflussten.